# Catedral ortodoxa rusa de la Santísima Trinidad (Buenos Aires)
La iglesia de la Santísima Trinidad es un templo de la Iglesia Ortodoxa Rusa en la ciudad de Buenos Aires, Argentina. Se halla ubicada en el barrio de San Telmo, frente al Parque Lezama, sobre la calle Brasil, al 315, entre las calles Defensa y Balcarce, entre casas de techos bajos, lo que hace que sus cúpulas sobresalgan en el barrio.

## Historia

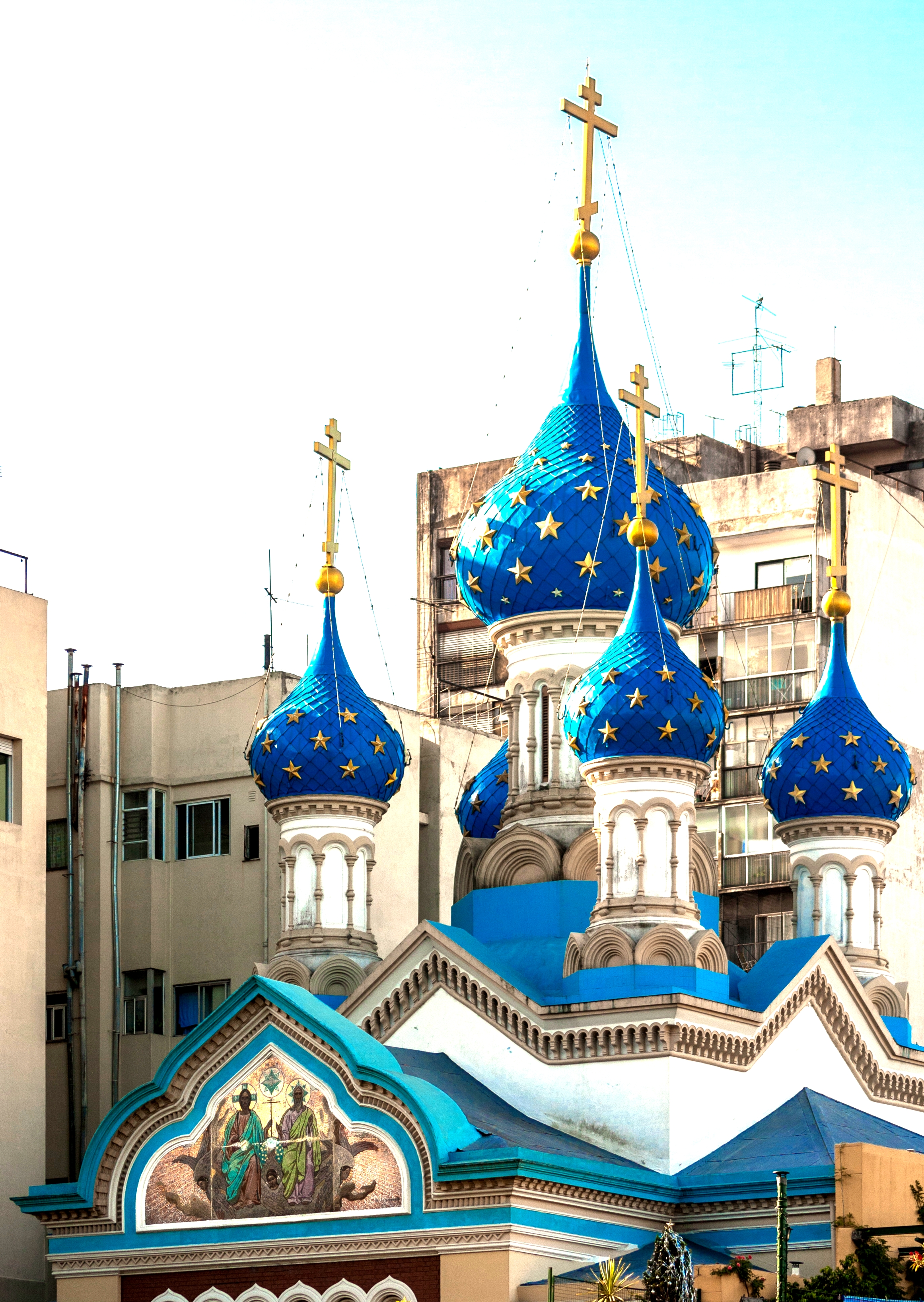
Cúpulas.

Frente al Museo Histórico Nacional Argentino, se encuentra esta estructura, diseñada en San Petersburgo por el arquitecto del Santo Sínodo de Rusia, Mihail Preobrazensky, iniciada en 1898, y finalmente construida y adaptada en 1901, y en forma honorífica, por el arquitecto noruego (afincado en Argentina) Alejandro Christophersen, en colaboración con el ingeniero Pedro Coni. Los fondos para su edificación fueron donados en mayor proporción por el zar Alejandro III, en respuesta a una carta firmada por las comunidades eslavas meridionales, helenas y levantinas ortodoxas afincadas en Buenos Aires. A su inauguración asistió el entonces presidente Julio Argentino Roca.
Actualmente es Monumento Histórico Nacional.

## Estructura

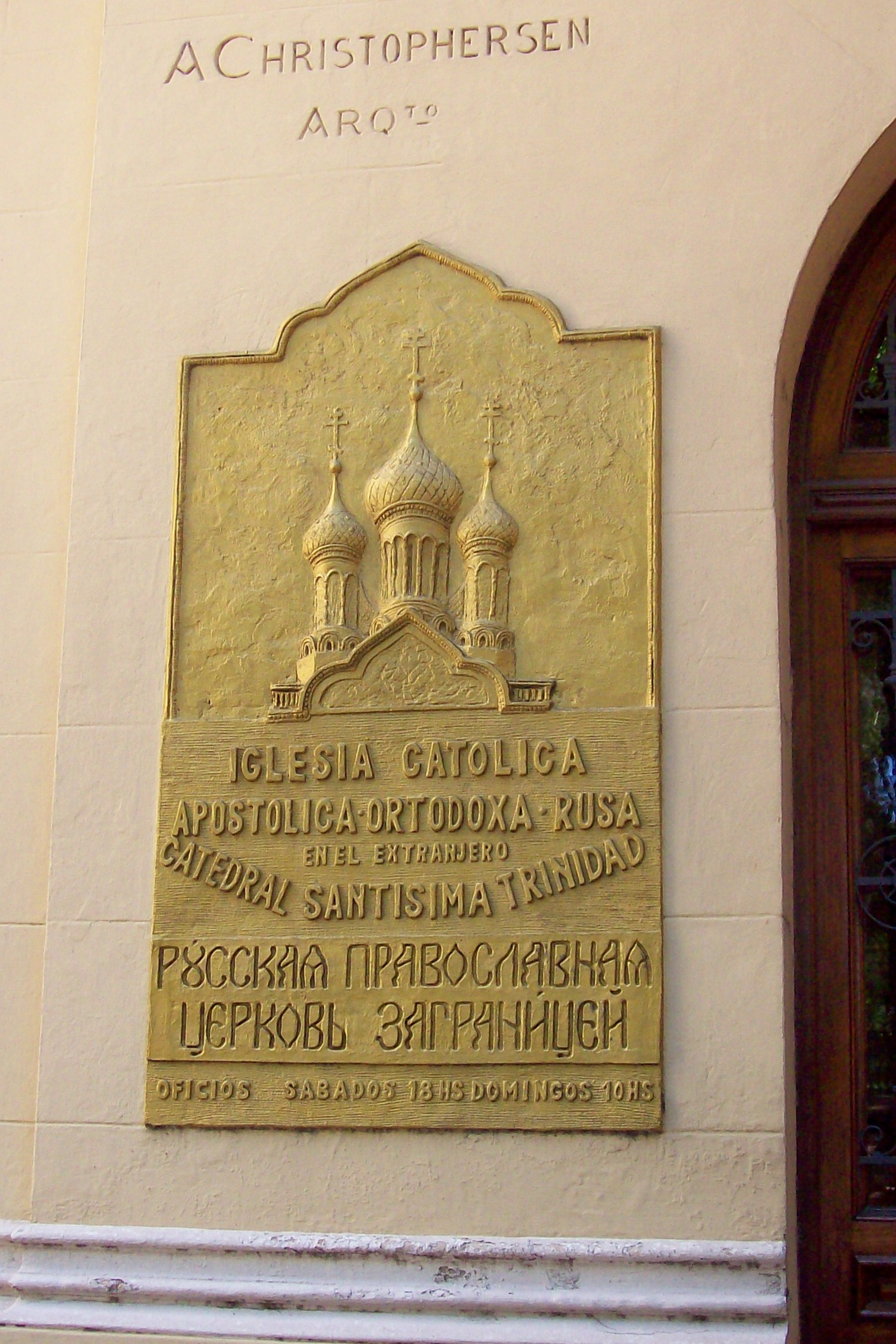
Placa en su patio delantero.

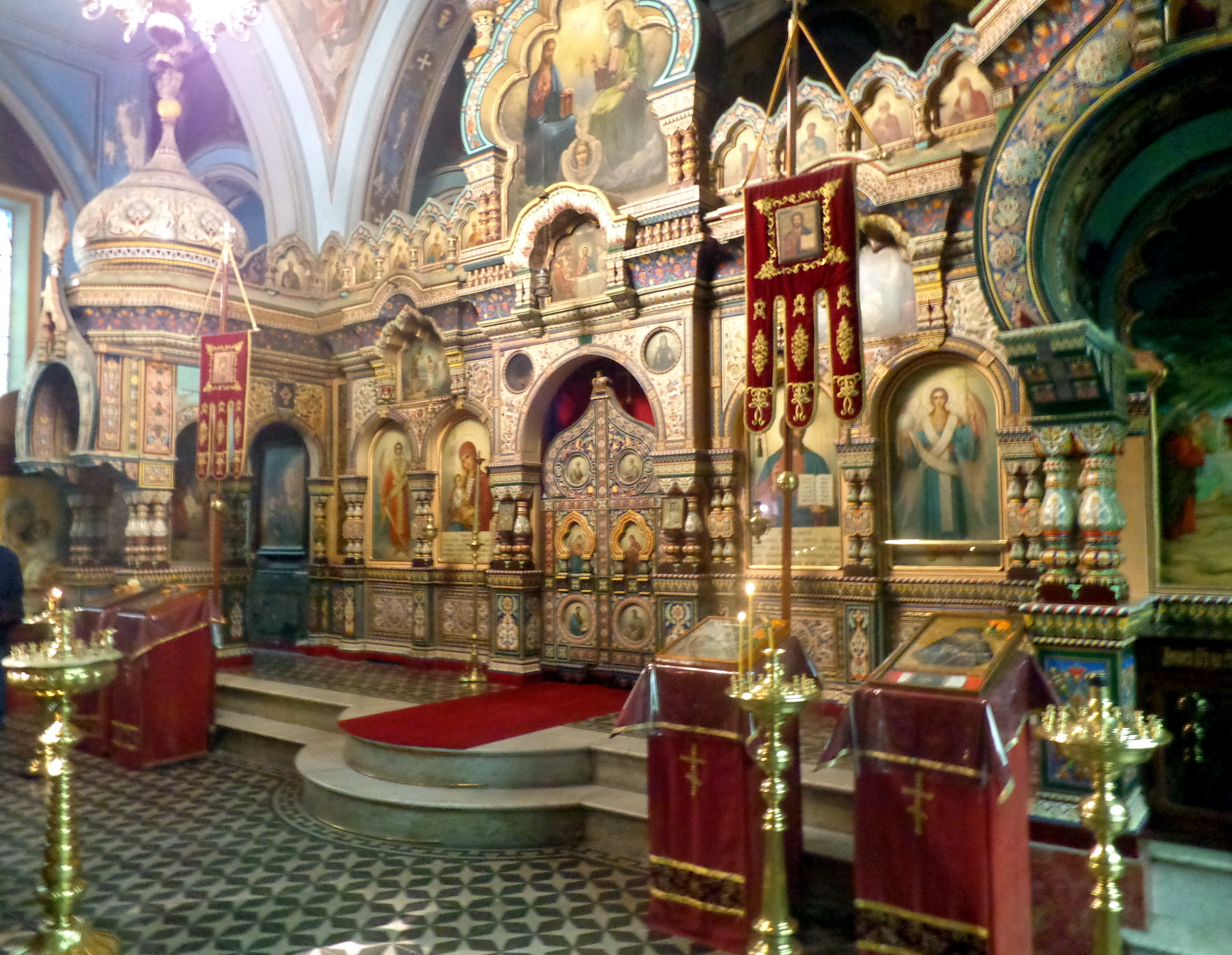
Interior.

La iglesia consta de una parcela de 716.6 m² y 16 m de frente por 44 m de fondo.
La misma es de un notable estilo moscovita del siglo XVII, con cinco cúpulas acebolladas de color azul, y estrellas doradas, coronadas por cruces ortodoxas sujetas con cadenas que apuntan hacia el oriente.
En sus laterales se pueden apreciar dos murales, uno llamado "Bautismo de Rusia" y otro con motivos sobre la Virgen, Jesús y San Juan.
Finalmente, en el frente, un bajorrelieve en bronce reproduce la fachada de la iglesia.
El templo está en el Primer Piso de la estructura, y se accede al mismo por una puerta ricamente decorada a la izquierda de la fachada. Su altar está intencionalmente direccionado hacia el oriente, también posee varios íconos, destacando entre todos el dedicado a la Santísima Trinidad, que le da el nombre a la Iglesia. A la izquierda del altar, se encuentra el espacio para el coro.

## Jurisdicción

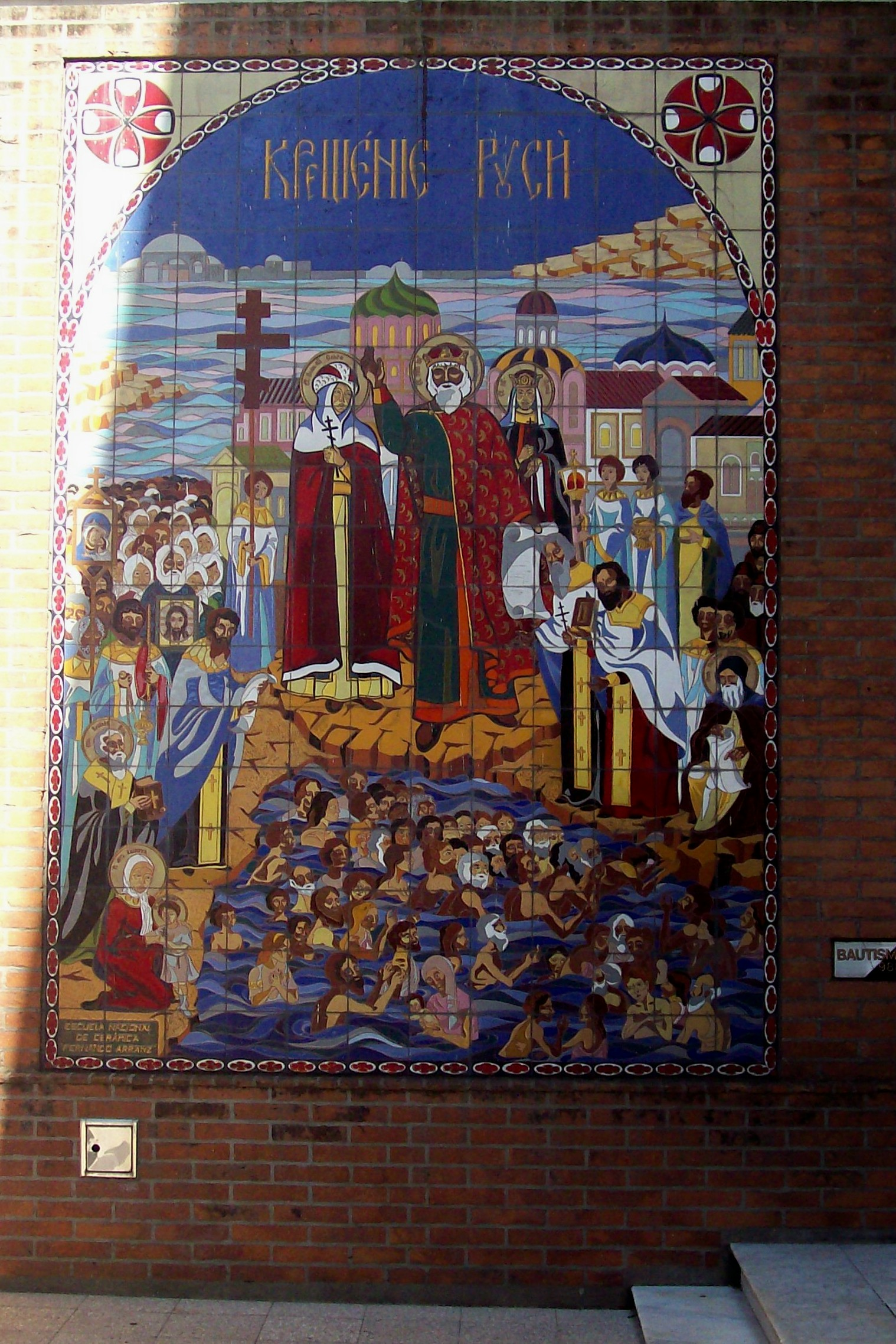
Bautismo de Rusia, 988-1988, cerámica realizada por la escuela Nacional de Cerámica Fernando Arranz.

El Obispo de Buenos Aires, posee jurisdicción sobre toda la Argentina y América del Sur, sin embargo, la nunciatura del obispado depende del Santo Sínodo, en Nueva York, Estados Unidos.